# Équipe des Lions britanniques et irlandais de rugby à XV
Maillots
Actualités
Les Lions britanniques et irlandais (British and Irish Lions), auparavant appelés Lions britanniques (British Lions) ou plus couramment appelés Lions, est une sélection du Royaume-Uni et de l'Irlande, composée des meilleurs joueurs d'Angleterre, d'Écosse, du pays de Galles et d'Irlande.
C'est une équipe de tournée. La première de celle-ci a eu lieu en Australie et en Nouvelle-Zélande en 1888.
Mais l'appellation « Lions » n'est apparue qu'en 1950, ainsi que le soutien d'un comité officiel issu des quatre fédérations.
Les tournées se déroulent tous les quatre ans depuis 1989. Elles ont lieu chez les trois nations majeures de l'hémisphère sud, à savoir l'Afrique du Sud, l'Australie et la Nouvelle-Zélande. Le prestige des Lions s'explique par le fait que jusqu'aux années 1970-1980, les équipes britanniques faisaient très peu de tournées à l'étranger. Les Lions étaient alors la seule occasion de jouer des tests dans l'hémisphère sud pour les joueurs.
Aujourd'hui encore, jouer pour les Lions est un très grand honneur, plus grand même que jouer pour son équipe nationale. De même, pour leurs adversaires, leurs pays ne peuvent rencontrer les Lions que tous les quatre ans. Les Lions ont survécu au passage du rugby au professionnalisme. Leurs tournées sont restées des événements médiatiques et drainent désormais le voyage de centaines de supporteurs.
Les tournées ont beaucoup évolué avec le temps en termes de programme et d'effectif. Les premières tournées comptaient une trentaine de rencontres sur trois mois environ avec quatre, cinq ou six tests. Depuis l'avènement professionnel, il n'y en a plus qu'une dizaine dont trois tests sur un mois, calendrier oblige.
Les premières tournées comptaient à peine une trentaine de joueurs. Les dernières en ont convoqué plus de quarante. C'est la rançon de l'évolution du jeu, de plus en plus exigeant et sujet aux blessures.

## Histoire

### Les débuts (1888-1936)

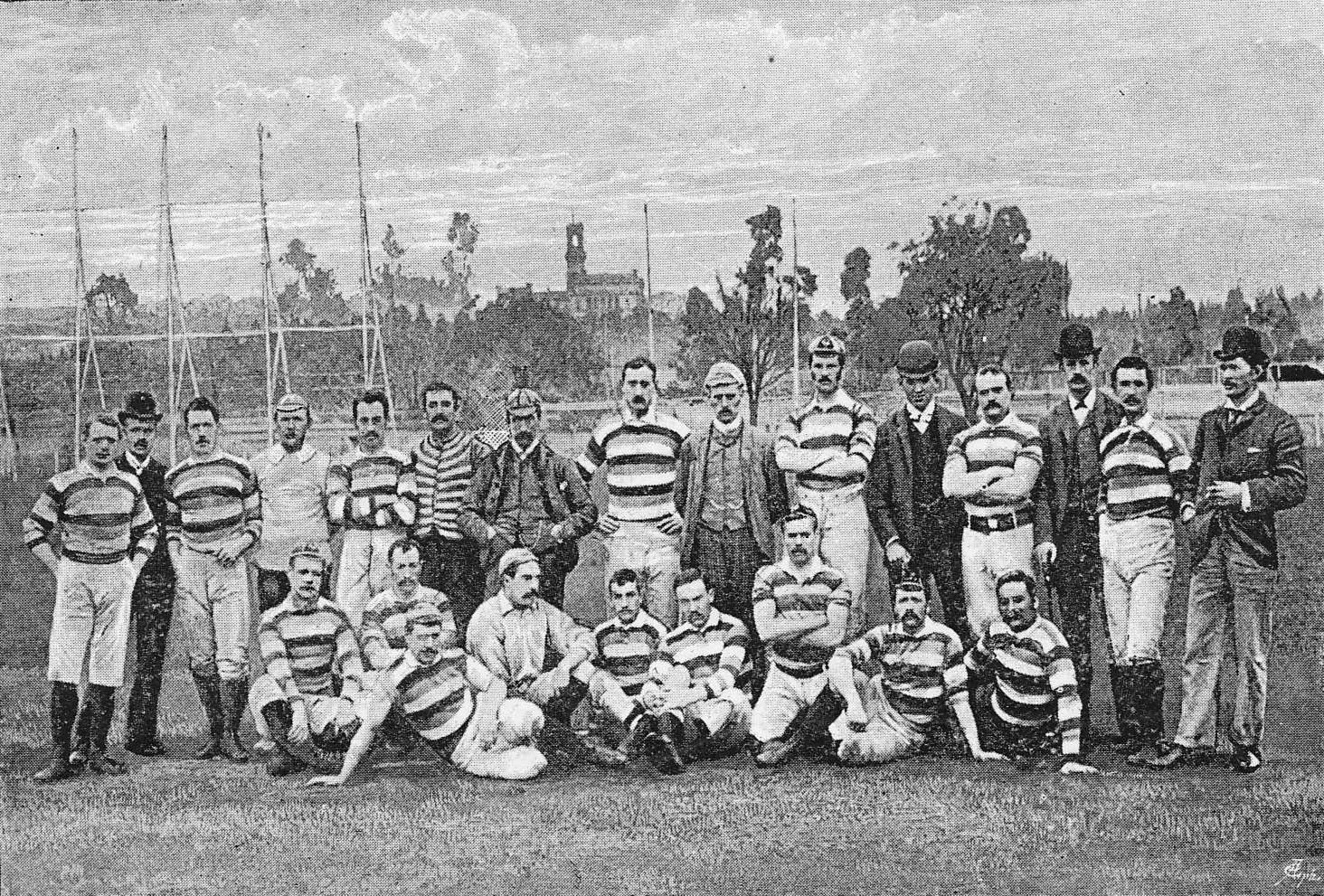
La première tournée d’une équipe britannique en 1888.

La première tournée d’une équipe britannique en Océanie a lieu en 1888, les Lions britanniques jouent en Australie et en Nouvelle-Zélande . Cette tournée des Lions est organisée par deux joueurs de cricket, Arthur Shrewsbury et Alfred Shaw, qui recrutent principalement des joueurs du nord de l’Angleterre et de l’Écosse. Cette tournée n’a pas le soutien officiel de la fédération anglaise car l’organisation de la tournée est faite par des entrepreneurs privés, en contradiction avec la règle d’amateurisme imposée par la fédération anglaise, et de ce fait aucun test n’est disputé, mais aucun joueur ne fut sanctionné pour y avoir participé. L'équipe disputa 35 matches contre des sélections provinciales et des équipes municipales et étudiantes, remportant 27 victoires. 19 matchs supplémentaires ont eu lieu selon les "Victorian Rules" (l'actuel football australien), bien que l'équipe n'ait aucune expérience de ce code de football avant la tournée. L’expérience a été assombri par le décès du capitaine de l'équipe, Robert Seddon, qui s'est noyé dans la rivière Hunter alors qu'il pratiquait l'aviron.
En 1891, la Western Province Union invita la RFU à envoyer une sélection dans le territoire qui allait devenir l'Afrique du Sud pour une tournée. Même si elle est considérée comme une équipe anglaise plus que comme une équipe britannique, cette tournée de 20 matchs eut une importance majeure pour le rugby sud-africain, créant la Currie Cup, plus ancienne compétition de rugby du monde.
Cette tradition d'invitation d'équipes britanniques par les fédérations des colonies de l'hémisphère sud s'installe alors durablement. Le concept va s'affirmer dans la durée à partir de 1910, où un comité officiel est créée par les quatre fédérations pour sélectionner les joueurs présents. Une tenue officielle est également créée, qui sera la norme jusqu'en 1950, avec un maillot bleu foncé, un pantalon blanc et des chaussettes rouges.

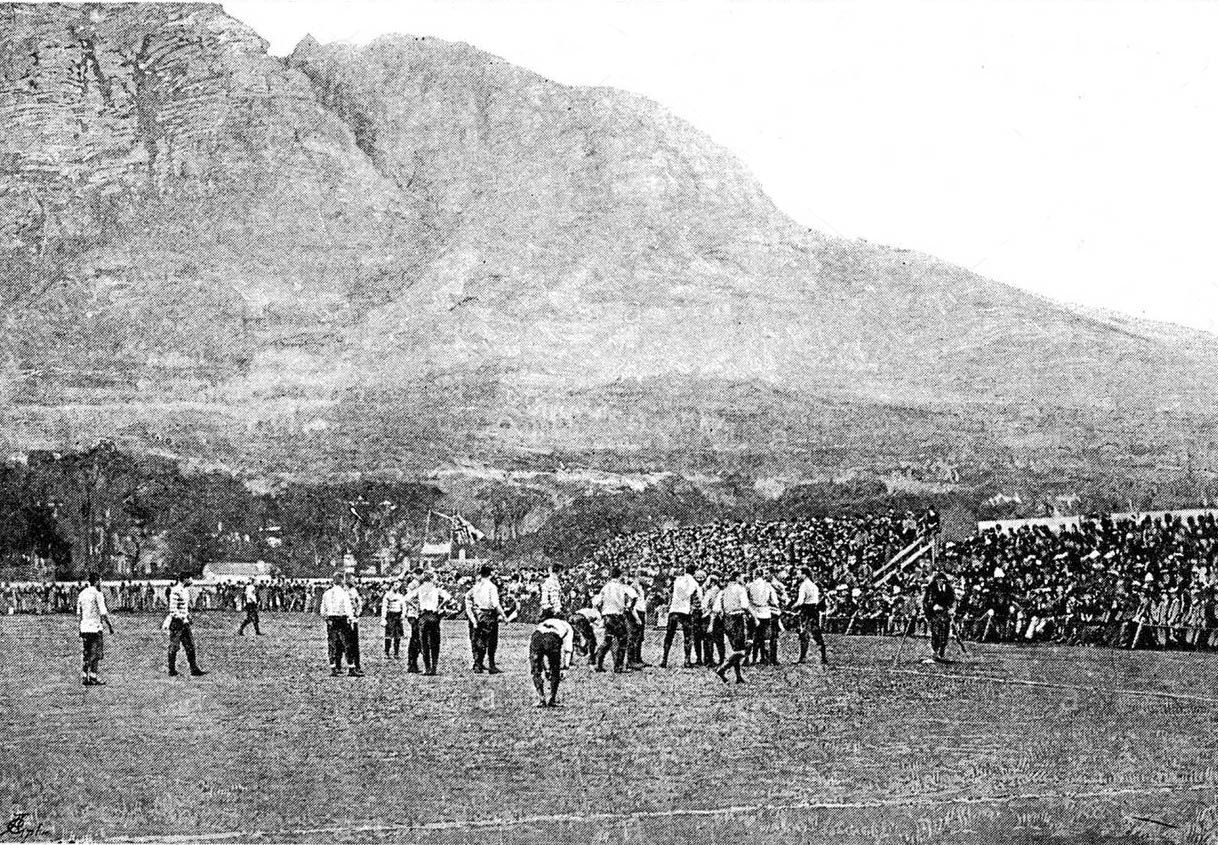
Lions britanniques - Colonie du Cap, en 1891, première rencontre de la tournée.

En même temps que la sélection officielle parcourait l'Afrique du Sud, une sélection non officielle anglo-écossaise s'est rendue en Argentine à l'occasion du centenaire de la Révolution de mai. Les journaux argentins la désignèrent sous le nom de Combinado Británico ; rétroactivement, elle fut considérée comme une équipe réserve de la sélection officielle. L'équipe remporta ses six matchs, dont le premier test-match des Pumas, l'équipe nationale argentine.
Les tournées s'interrompirent pendant quatorze ans dû aux répercussions de la Première Guerre Mondiale. En 1924, les Britanniques se rendirent en Afrique du Sud pour disputer 21 matchs, puis en 1927 en Argentine sur invitation de la fédération de ce pays pour disputer 9 rencontres, toutes gagnées par au moins 30 points d'écarts. Malgré ce désastre sportif, le rugby argentin en a profité tant sur le plan financier que sur le plan sportif, la tournée ayant largement contribué à la popularisation de la discipline.
Après une pause de plus de deux décennies, la sélection britannique s'est à nouveau rendue en Océanie en 1930 pour y disputer 28 matches. Sur le chemin du retour vers la Grande-Bretagne, l'équipe s'est arrêtée à Ceylan, l'actuel Sri Lanka, et a remporté un match international non considéré comme un test match contre la sélection nationale.
En 1936, l'Argentine fut à nouveau la destination d'une tournée, pour la dernière fois jusqu'à aujourd'hui. Les dix matchs ont été remportés, mais par jamais plus de neuf points d'écart, ce qui montrait la progression du rugby argentin. Une tournée en Afrique du Sud a suivi en 1938, avec un total de 24 matchs.
Alors que la presse utilisait assez largement le surnom de Lions britanniques depuis 1924 pour désigner la sélection, celle-ci a commencé à se présenter officiellement comme telle en 1950. La tenue adoptée à cette date, avec le maillot rouge, les culottes blanches et bas bleus et verts, est celle que l'on connaît aujourd'hui,.

### Années 1950

#### 1950
Après une interruption de douze ans due à la Seconde Guerre mondiale, les Britanniques font une tournée en 1950 en Nouvelle-Zélande et en Australie. Ils  inaugurent l'appellation « Lions » sous le commandement du talonneur irlandais Karl Mullen. Ils arborent pour la première fois des maillots rouges et tous les joueurs sont internationaux.
31 joueurs sont convoqués pour la bagatelle de trente matchs (dont quatorze Gallois qui viennent de réussir le Grand Chelem) et se déplacent de nouveau en bateau. Mais un remplaçant, l'ouvreur gallois Lewis Jones, est appelé en remplacement en cours de tournée. Il est le premier Lion à se déplacer en avion.
Les Lions disputent six tests, quatre en Nouvelle-Zélande et deux en Australie. Karl Mullen n'en dispute que quatre, il manque les troisième et quatrième sur blessure. Le centre gallois Bleddyn Williams le remplace.
Les Lions sont dominés par les All Blacks, ils arrachent un match nul suivi de trois courtes défaites. Ils gagnent ensuite leurs deux tests contre l'Australie.

#### 1955
En 1955 les Lions britanniques se déplacent en Afrique du Sud pour jouer 25 matchs. Ils sont menés par le jeune deuxième ligne irlandais Robin Thompson, 24 ans. La délégation compte 31 joueurs. Pour la première fois, elle se déplace en avion[citation nécessaire]. La tournée est vue comme un succès avec  deux tests gagnés sur quatre contre des Springboks qui apparaissent à l'époque comme des monstres physiques[Par qui ?] et qui n'ont plus perdu une série de tests depuis 1896. Le premier test gagné 23-22 par les Lions à Johannesbourg est considéré comme l'un des plus beaux matchs de la décennie[Par qui ?]. L'avantage au score change quatre fois et les spectateurs voient neuf essais. Les Lions jouent à quatorze avec la blessure de Reg Higgins. Les Springboks reviennent au score à la dernière minute, mais leur buteur, Van der Schyff manque la transformation finale. Ce qui marque la fin de sa carrière internationale.
Les Lions récidivent 9-6 à Pretoria. Mais le programme de la tournée est très dur[citation nécessaire], les Lions perdent trois matchs de province (Western Transvaal, Eastern Province, Border)  et concèdent un match nul (Eastern Transvaal). Les deux défaites qu'ils subissent en test sont larges (25-8 au Cap et 22-8 à Port Elizabeth). Le deuxième ligne Johan Claassen se révèle[réf. nécessaire].
Les Lions impressionnent par leur jeu offensif, brillant et audacieux pour l'époque[réf. nécessaire]. Le demi d'ouverture gallois Cliff Morgan fait l'étalage de sa classe, le très jeune ailier irlandais Tony O'Reilly (19 ans) se révèle[réf. nécessaire]. Il marque seize essais. Le demi de mêlée anglais Dickie Jeeps joue les quatre tests alors qu'il était considéré comme le troisième choix au début de la tournée, n'étant pas encore international.
Les Lions jouent un match contre ce qui deviendra la Sud-Ouest africain puis contre la Rhodésie et contre une sélection d'Afrique de l'Est à Nairobi au Kenya.
Au retour de la tournée, le capitaine Robin Thompson changera de sport et signera un contrat pour une équipe professionnelle de rugby à XIII[réf. nécessaire]. Mais il devra arrêter très vite sa carrière pour raisons médicales.

#### 1959
Les Lions retournent aux antipodes pour une très longue tournée, 33 matchs dont deux tests en Australie suivis de quatre en Nouvelle-Zélande et d'un court séjour au Canada. Les Lions sont commandés par le talonneur irlandais Ronnie Dawson. L'équipe compte 32 joueurs. Cette tournée est vue comme un succès[Par qui ?], les Lions gagnent deux tests sur deux en Australie et perdent trois à un en Nouvelle-Zélande. Mais cette équipe impressionne en inscrivant 842 points en 33 matchs, 25 points de moyenne, ce qui est beaucoup pour l'époque[réf. nécessaire]. Tony O'Reilly marque 22 essais, un autre chiffre qui impressionne[réf. nécessaire].
Les Lions frôlent le match nul face aux All Blacks car ils perdent leur premier test à Dunedin 18-17 en marquant quatre essais contre zéro. Mais la botte de Don Clarke, l'arrière néo-zélandais fait la différence. Les Lions gagnent le quatrième à Auckland 9 à 6, avec trois essais contre zéro mais Don Clarke manque une pénalité à la dernière minute. Les Lions gagnent 27 matchs sur 33. Ils s'inclinent trois fois contre les All Blacks, mais aussi contre le New South Wales (Sydney), Canterbury (Christchurch) et Otago (Dunedin).

### Années 1960

#### 1962
Les Lions partent en Afrique du Sud sous le commandement de Arthur Smith, le trois quart aile écossais. Au programme, vingt-cinq matchs dont quatre tests contre les Springboks. Ils jouent aussi contre la Rhodésie et la Sud-Ouest africain, ainsi qu'un match contre l'Afrique de l'Est au Kenya. Les lions présentent une équipe solide, mais sans talents extraordinaires, surtout derrière. À noter que deux jeunes Irlandais font leur apparition : l'arrière Tom Kiernan (futur capitaine) et le deuxième ligne Willie-John McBride (futur recordman des sélections).
Les Lions perdent trois tests et font une fois match nul, 3-3 à Johannesbourg pour le premier rendez-vous. Ils s'inclinent lourdement lors du quatrième test 34 - 14 à Bloemfontein (six essais encaissés). Les Springboks sont alors très dominants, les Lions avaient essayé d'aligner un très gros pack pour leur résister. Stratégie payante lors du premier test, mais aussi du second à Durban, perdu seulement 3-0 avec un essai final refusé au deuxième ligne gallois Keith Rowlands. Le troisième au Cap bascule sur l'interception d'une passe de l'ouvreur anglais Richard Sharpe par son vis-à-vis Keith Oxlee (8-3). Le quatrième est un cavalier seul des Boks qui marquent treize points en cinq minutes, Oxlee inscrit seize points, total impressionnant pour l'époque.[réf. nécessaire]

#### 1966
Les Lions vivent leur tournée la plus chargée : 35 matchs sur trois pays : Australie, Nouvelle-Zélande et Canada, dont sept tests. Ils sont commandés par le deuxième ligne écossais, Mike Campbell-Lamerton. La délégation compte 32 joueurs, dont seulement cinq Anglais, mais douze Gallois.
Pour la première fois, ils ont un entraîneur, le Gallois John Robbins. La tournée n'est pas la plus heureuse de l'Histoire. La tournée commence bien en Australie avec deux victoires en deux tests. Les Lions se sentaient sans doute trop forts en débarquant en Nouvelle-Zélande, où le séjour sera douloureux.
Les Lions perdent leurs quatre tests et sont en outre battus par quatre provinces et par deux fois contraints au match nul. Mais les All Blacks de 1966 sont vraiment très forts notamment au niveau de leur pack avec les Brian Lochore, Colin Meads, Waka Nathan et Karl Tremain. Les avants noirs dominent nettement les Britanniques.
Mike Campbell-Lamerton, le capitaine, estime qu'il n'est pas au niveau, il s'efface et se fait remplacer en tant que capitaine par l'ouvreur gallois David Watkins.
Après le passage en Nouvelle-Zélande, les Lions font escale au Canada où ils sont battus par la Colombie Britannique à Vancouver, un vrai camouflet, même s'ils se rattrapent lors du test match final.

#### 1968
Les Lions sont commandés[Quoi ?] par l'arrière irlandais Tom Kiernan. Ils sont entraînés par un autre Irlandais, Ronnie Dawson, le capitaine de 1959. Ils s'envolent pour l'Afrique du Sud avec un programme moins chargé qu'à l'accoutumée, seulement vingt matchs dont quatre tests. Les Lions en perdent trois et font un match nul. On attend beaucoup de la charnière galloise Gareth Edwards-Barry John. Mais Barry John se blesse lors du premier test. Les Lions gagnent quinze matchs provinciaux sur seize. Ils ne sont battus que par le Transvaal. Deux de ces matchs provinciaux les opposent à deux équipes nationales, la Rhodésie et le Sud-Ouest africain.
Les Lions souffrent d'une épidémie de blessures. Gareth Edwards, Barry John, Mike Gibson et Gerald Davies, considérés comme des talents supérieurs ne purent jamais jouer ensemble[réf. nécessaire].
En tests, les Lions sont dépassés par des Springboks nettement au-dessus[réf. nécessaire]. Ces derniers marquent huit essais contre un. Seule la botte de Kiernan maintient les Lions à flot. Le troisième ligne gallois John Taylor dira plus tard combien il avait senti la différence entre l' amateurisme des Lions qui respectaient les règles de l'International Board, notamment l'interdiction des stages, et le professionnalisme des Sud-Africains. Ceux-ci ignoraient superbement les règles et se préparaient longuement dans des camps[citation nécessaire].
Pour la première fois dans l'histoire du rugby, un remplaçant entre en jeu dans un test international. L'Irlandais Mike Gibson.[réf. nécessaire]
Pour la première fois[réf. nécessaire], un Lion est expulsé, le pilier Gallois John O'Shea à l'issue d'une rencontre très agitée à Springs contre l'Eastern Transvaal.

### Années 1970

#### 1971
La tournée 1971 peut-être présentée comme le signe le plus évident de la domination de la grande équipe du pays de Galles[Par qui ?] qui fera trois Grand Chelem en sept ans. Les lions brillent par la qualité de leur ligne de trois quarts particulièrement inspirée.
Treize Gallois font partie de la délégation qui s'envole pour la Nouvelle-Zélande et l'Australie, dont le trois-quarts centre John Dawes qui est capitaine, sept d'entre eux jouent aux London Welsh. L'entraîneur est aussi Gallois, Carwyn James coach de Llanelli. Cette tournée est un grand succès avec 23 victoires et un match nul sur 26 matchs. La charnière Gareth Edwards-Barry John séduit, tout comme les exploits de l'ailier Gerald Davies ou de l'arrière JPR Williams. Le centre Irlandais Mike Gibson apparaît aussi au sommet de son art. Les Lions  gagnent deux tests sur quatre et arrachent un match nul. Pour la première fois, ils sortent vainqueurs d'une série contre la Nouvelle-Zélande.
Les Lions jouent aussi deux matchs en Australie, mais n'affrontent pas les Wallabies. Parmi les gestes qui restent, citons le drop-goal géant de JPR Williams lors du quatrième test, le seul qu'il ait tenté dans sa carrière[citation nécessaire]. Il assure la victoire finale des Lions.

#### 1974
Les Lions retrouvent l'Afrique du Sud sous la houlette du deuxième ligne irlandais Willy John McBride, qui vit sa cinquième tournée. Record de longévité. Elle est un triomphe pour ces Lions qui finissent invaincus, 21 victoires et un match nul. Ils gagnent trois tests sur quatre, du jamais vu dont le 28-9 de Pretoria, cinq essais à zéro. Les Gallois toujours considérés comme les plus brillants d'Europe[Par qui ?] ne sont que neuf, comme les Anglais. Mais la charnière est encore galloise avec Gareth Edwards et Phil Bennett, deux talents d'exception[citation nécessaire]. Un autre Gallois atteint sa plénitude, l'ailier gauche J. J. Williams, impressionnant de vitesse et d'opportunisme[réf. nécessaire]. Il réussit deux doublés en tests, une gageure. Il est notamment à la conclusion d'une relance de 90 mètres initiée par Phil Bennett son compatriote en équipe nationale et à Llanelli : un mouvement impressionnant pour l'époque[pertinence contestée].
Les Lions s'attendent à souffrir[réf. nécessaire] contre les équipes de province réputées très physiques, jusqu'à l’agressivité. Ils forgent le concept du "Call" 99, une façon de répondre immédiatement à tout début d'échauffourée, se battre tous ensemble pour que les arbitres soient dépassés et ne puissent pas sanctionner toute l'équipe. Les affrontements sont très rudes, mais les Lions tiennent bon. Le pack fait mieux que tenir la route face aux grands gabarits sud-africains : outre McBride, l'Ecossais Gordon Brown, le Gallois Mervyn Davies, l'Irlandais Fergus Slattery, l'Anglais Fran Cotton et consorts s'imposent dans les combats homériques.
Ils gagnent les trois premiers tests et dominent le quatrième mais l'arbitre sud-africain siffle la fin du match avec quatre minutes d'avance alors qu'ils campent près de la ligne adverse[réf. nécessaire]. Les deux équipes se séparent sur un match nul.

#### 1977
Les Lions vont en Nouvelle-Zélande avec une équipe très galloise commandée par le demi d'ouverture Phil Bennett. Ils sont 17 Diables rouges à être sélectionnés dans la première liste. Mais trois joueurs très forts manquent[réf. nécessaire] à l'appel : Gareth Edwards et JPR Williams ont décliné l'invitation pour des raisons personnelles. Mervyn Davies prévu comme capitaine a dû arrêter sa carrière après un malaise grave durant un match.
L'entraîneur est aussi gallois en la personne de John Dawes, le capitaine de 1971. Les All Blacks mettent un point d'honneur à retrouver leur supériorité perdue en 1971. La tournée se déroule dans des conditions climatiques dantesques, l'hiver austral est très pluvieux et les terrains sont boueux.
Les Lions gagnent vingt matchs de province sur vingt-et un, mais s'inclinent dans la série de tests, trois victoires à une. Mais dans le jeu, les Lions sont au niveau, surtout au niveau du pack.
Les All Blacks gagnent le premier et le quatrième test de peu, sur des coups du sort.
Les Lions gagnent le deuxième test à Christchurch sur un essai décisif de J. J. Williams.
Les All Blacks sont portés par le talent du centre Bruce Robertson déterminant dans le troisième test gagné à Dunedin.
Le quatrième test à Auckland bascule dans les arrêts de jeu sur un essai du numéro 8 néo-zélandais Lawrie Knight alors que les Lions menaient 9 à 6. Les Néo-Zélandais l'emportent 10-9. Sur le chemin du retour, les Lions jouent pour la première fois face aux Fidji à Suva et s'inclinent.

### Années 1980

#### 1980
Les Lions font une tournée en Afrique du Sud dans un contexte spécial. Les gouvernements britannique et irlandais sont contre le départ, au nom de la lutte contre l'apartheid. De nombreuses pressions s'exercent, mais les quatre fédérations votent en faveur de la tournée. L'équipe est commandée par le deuxième ligne Bill Beaumont dans la foulée du Grand Chelem de l'Angleterre. L'équipe n'est plus portée par la grande génération galloise, elle a des bons joueurs, mais peut-être pas de talents supérieurs.
Les Springboks sont de plus en plus isolés et ne font plus de tournées en Europe depuis six ans. Mais ils veulent montrer qu'ils sont encore puissants. Ils sont commandés par le numéro 8 Morne Du Plessis avec des individualités très fortes comme l'ouvreur Naas Botha, l'arrière Gysie Pienaar ou l'ailier Gerrie Germishuys. Ils se montrent les plus forts en gagnant trois matchs sur quatre, mais leurs trois victoires ne sont pas écrasantes.
Les Springboks gagnent ainsi le troisième test de justesse à Port Elizabeth (12-10), sur un essai final de Germishuys après touche rapide avec Stofberg.
Les Lions sauvent l'honneur en l'emportant 17-13 à Pretoria pour le test final.
Les Lions gagnent néanmoins tous leurs matchs de province, mais la tournée est très dure sur le plan physique puisqu'ils font appel à sept remplaçants pour pallier des blessures. Pourtant, le programme est vu comme plutôt léger avec seulement dix-huit rendez-vous. Pour la première fois, un joueur est issu du championnat de France, le deuxième ligne anglais Maurice Colclough.

#### 1983
En 1983, les Lions font une tournée en Nouvelle-Zélande sous le commandement du talonneur irlandais Ciaran Fitzgerald. Ils sont entraînés par l'Ecossais Jim Telfer. Les All Blacks sont commandés par le talonneur Andy Dalton et leur jeu est mené par le très bon[réf. nécessaire] demi de mêlée Dave Loveridge. Le programme reste à dix-huit matchs, dont quatre tests. Six joueurs sont appelés en renfort au cours de la tournée.
La tournée des Lions se solde par quatre défaites en quatre tests plus deux défaites contre les provinces de Auckland et de Canterbury. Les Lions subissent notamment un terrible 38-6 à Auckland lors du dernier test (quatre essais à zéro), défaite record[précision nécessaire] avec un triplé de l'ailier all black Stu Wilson.
Cette tournée médiocre symbolise la mauvaise passe du rugby britannique, dépassé par les nations du sud et par la France.[réf. nécessaire]
Les Lions n'ont pas de talents supérieurs, ils souffrent face à la classe des All Blacks.

#### 1989
La Coupe du Monde est apparue en 1987 ; elle change le calendrier international dont elle est désormais le phare. Mais les Lions survivent à ce changement majeur. En 1989, ils font leur première tournée exclusivement en Australie, qui est désormais une nation majeure.
Les Lions sont sous le capitanat de l'Écossais Finlay Calder avec un autre Ecossais, Ian McGeechan comme entraîneur. La tournée ne compte que douze matchs, dont trois tests. Les Lions gagnent deux tests contre un : première tournée victorieuse depuis quinze ans. À partir de cette date, les tournées prennent le rythme quadriennal qui existe encore à ce jour, avec trois tests par tournée. Les Lions perdent nettement le premier test à Sydney, (30-12) mais se rattrapent lors des deux autres à Brisbane, (19-12) et de nouveau à Sydney d'un petit point, 19-18.
Après la défaite initiale, Ian McGeechan fait des choix considérés comme décisifs : il fait confiance aux Anglais Rob Andrew à l'ouverture, Mike Teague en troisième ligne aile et Jeremy Guscott au centre. Il sélectionne une équipe sans Irlandais, mais avec huit Anglais, du jamais vu depuis 81 ans. Trois jours et demi avant ce match, cinq joueurs participent au match contre la province de ACT à Canberra (Jeremy Guscott, Scott Hasting, Rory Underwood, Wade Dooley, Dai Young, David Sole). Le genre d'événement qui n'arrive plus à l'époque professionnelle. Pour la première fois depuis 1910, deux frères sont alignés, Scott et Gavin Hastings.
La série  est marquée par la violence de ce second test, joué à Brisbane, les hostilités commencent sur la première mêlée par une bagarre entre les deux numéros 9, le Gallois Rob Jones et l'Australien Nick Farr-Jones, le cerveau de l'équipe. Les Lions  réussissent à faire sortir Farr-Jones du match., ce qui était leur but. Puis, on vit Tom  Lawton le talonneur australien déclencher une bagarre sur un maul  en frappant le pilier gallois Dai Yooung, accusé d'avoir donné un coup de pied à terre au wallaby Steve Cutler. Les Lions marquent deux essais en fin de match pour s'imposer 19 à 12. À cinq minutes de la fin, ils étaient menés 12 à 9.
Lors du troisième teste, les Lions  bénéficient aussi d'une bourde de l'Australien David Campese lors du troisième test qui manque sa passe devant la ligne à son arrière Greg Martin, ce qui offre un essai à l'ailier gallois Ieuan Evans.
L'Anglais de Gloucester  Mike Teague est désigné joueur de la tournée. On le surnomme Iron Mike, "Mike de fer." Les avants anglais, Wade Dooley, Dean Richards, Paul Ackford, plus Mike Teague se taillent une réputation de justiciers impitoyables.
Sur un plan comptable, la tournée des Lions est un quasi-triomphe, onze victoires en douze matchs, même si le Queensland et le New South Wales s'inclinent sur de petits écarts.
Lors des festivités du bicentenaire de la Révolution française, Les Lions battent le XV de France de Serge Blanco sur le score de 29 à 27 au Parc des Princes à Paris le 4 octobre 1989. Les Lions ne considèrent pas ce match comme donnant droit à une sélection à part entière, la France n'étant pas un pays de l'hémisphère sud[réf. nécessaire].

### Années 1990

#### 1993
Les Lions retrouvent la Nouvelle-Zélande sous le capitanat de l'Ecossais Gavin Hastings avec toujours Ian McGecchan comme entraîneur. Au programme, treize rencontres.
Ils s'appuient sur l'ossature d'une forte équipe d'Angleterre (seize joueurs sur trente à la base) qui a gagné deux grands chelems (91 - 92) et atteint la finale de la Coupe du Monde en 1991. Ils s'inclinent 2 à 1 dans la série de tests, mais d'assez peu. Ils perdent le premier dans les dernières minutes 20-18 à Christchurch (pénalité de 45 mètres de Fox, buteur diabolique). Ils réussissent un gros match à Wellington pour le second : 20-7 (victoire record en Nouvelle-Zélande et bel essai de Underwood), mais craquent pour le troisième à Auckland, 30-13 (feinte de passe de Preston, demi de mêlée des All Blacks). Will Carling, capitaine de l'Angleterre ne joue qu'un seul test, le premier et laisse sa place au gallois Scott Gibbs pour les deux autres. C'est un choix très commenté[Par qui ?].
Les Lions limitent les dégâts en tests mais souffrent face aux Provinces : quatre matchs perdus (Otago, Auckland, Hawke's Bay, Waikato). Avec six défaites en treize matchs, il s'agit statistiquement du plus mauvais bilan des Lions. L'effectif traditionnel de trente joueurs apparaît trop juste pour treize matchs d'un  rugby de plus en plus exigeant
Le deuxième ligne   Martin Johnson, futur capitaine, est appelé en cours de tournée en remplacement de Wade Dooley et joue les deux derniers tests. Il ne comptait alors qu'une seule sélection avec l'Angleterre. Parmi les joueurs de Waikato, vainqueurs des Lions, un talonneur nommé Warren Gatland qui vingt ans plus tard sera le sélectionneur de cette équipe.

#### 1997
Les Lions se déplacent en Afrique du Sud sous le capitanat de l'Anglais Martin Johnson. Première tournée professionnelle. Pour la première fois, les Lions affrontent une équipe championne du monde en titre. 35 joueurs sont convoqués dont 18 Anglais .
Ils retrouvent le succès avec brio : deux tests à un, 23 ans après le précédent succès dans ce pays. Ils gagnent onze matchs sur treize. Outre les Springboks, seul le Northern Transvaal les domine.
Ils gagnent les deux premiers tests au Cap et à Durban. Puis ils s'inclinent à Johannesbourg. Le buteur gallois Neil Jenkins est l'un des grands artisans de ce succès, il marque quinze points lors des deux premiers tests, le staff le place à l'arrière alors qu'il est un ouvreur de formation. Sa précision de buteur est trop précieuse. Le staff fait aussi confiance à un ailier anglais inconnu John Bentley, revenu au quinze après un long passage à XIII.
Au Cap, les Lions s'imposent 25-16, deux essais partout. La botte de Jenkins fait la différence. Mais Matt Dawson marque sur une belle feinte de passe puis Alan Tait aplatit en bout de ligne servi par Jenkins après une belle passe sautée de Townsend.
À Durban, les Lions s'imposent 18-15, malgré deux essais à zéro pour les Springboks. Mais Jenkins enchaîne les pénalités et Jeremy Guscott réussit un drop décisif. Lawrence Dallaglio est l'auteur d'un plaquage mémorable pour conserver le score.
À Johannesbourg, les Springboks sauvent l'honneur et s'imposent largement, quatre essais contre un.
L'Irlandais Jeremy Davidson est désigné meilleur joueur de la tournée.
Cette tournée fait l'objet d'un documentaire tourné dans l'intimité de l'équipe : Power of four, qui marque les esprits avec un discours fameux de Jim Telfer.

### Années 2000

#### 2001
En 2001, les Lions retrouvent une équipe championne du monde, l'Australie. Ils sont entraînés pour la première fois par un non-Britannique, le Néo-Zélandais Graham Henry, alors sélectionneur du pays de Galles. Il sélectionne 38 joueurs, Martin Johnson est maintenu dans son rôle de capitaine. Les "vedettes" Jonny Wilkinson et Brian O'Driscoll font leur apparition dans le groupe. Le programme est court, il ne propose que dix matchs dont trois tests, il deviendra la norme.
Les Lions s'inclinent deux à un dans la série de tests. Ils gagnent pourtant le premier 29-13 à Brisbane mais s'inclinent à Melbourne (35-14) et à Sydney (29-23). C'est la première défaite des Lions dans une série face à l'Australie.
Les Lions perdent donc la série alors qu'elle avait bien commencé à Brisbane, victoire aisée avec un exploit de Brian O'Driscoll. Le deuxième test de Melbourne est contrasté. Les Lions mènent 11-3 puis 11-6 à la pause avant de s'effondrer en deuxième période (doublé de Joe Roff).
Le troisième test se joue à Sydney devant 84 000 spectateurs. Il est serré mais les Wallabies l'emportent grâce à un doublé du centre Daniel Herbert et à un ballon volé en touche à la dernière minute par le deuxième ligne Justin Harrison. Les Australiens confirment donc leur titre de champions de monde.
Les Lions gagnent six matchs provinciaux sur sept. Ils perdent face à l'Australie A à Gosford. Ils battent de peu les Brumbies à l'issue d'un match très heurté.
Cette tournée est marquée par des remous en interne. Des joueurs anglais contestent les méthodes de management du staff.[réf. nécessaire]
Tout part d'une chronique signée dans le Daily Telegraph par Matt Dawson, le demi de mêlée anglais. Elle sort le matin du premier test match et elle critique clairement Graham Henry et son staff. On comprend vite que les relations entre Henry et plusieurs joueurs, notamment des Anglais, ne sont pas au beau fixe. Dawson reproche une ambiance glaciale, une fracture entre les titulaires selon lui désignés à l'avance et les autres joueurs. Il sera condamné à 5000 livres d'amende, mais évitera le renvoi au pays. Il sera pourtant sur les trois feuilles de matchs des tests. Et débutera même le dernier.

#### 2005
En 2005, Les Lions espèrent jouer dans la continuité de l'Angleterre championne du monde en 2003 : c'est leur sélectionneur, Clive Woodward, qui conduit cette équipe. Il veut faire de cette tournée un événement inédit[réf. nécessaire]. Il met sur pied un staff technique pléthorique avec des adjoints prestigieux[Qui ?][réf. nécessaire] comme Ian McGeechan, Andy Robinson et Warren Gatland et convoque 45 joueurs, dont dix-huit Anglai. Huit joueurs jouent à Leicester.
Il choisit un capitaine irlandais, le trois quart centre, Brian O'Driscoll. Il a aussi décidé de sélectionner au dernier moment l'ouvreur vedette Jonny Wilkinson, malgré un très faible temps de jeu depuis les dix-huit derniers mois.
Malgré des moyens sans précédent, cette tournée est un fiasco. Les Lions encaissent un sévère 3-0 face, il est vrai, à une équipe néo-zélandaise très forte. Un ouvreur nommé Dan Carter se révèle. Les Lions  s'inclinent aussi à Hamilton contre les Maoris.
Lors du premier test, les Lions sont battus 21-3 à Christchurch. Le capitaine Brian O'Driscoll se blesse au tout début de la rencontre sur un plaquage conjoint de Tana Umaga et Keven Mealamu. Ils encaissent plus tard un essai sur une attaque en première main d'école entre Umaga-Mauger et Sivivatu.
Le second test-match est largement perdu 48-18 à Wellington. Dan Carter brille en inscrivant deux essais, quatre transformations et cinq pénalités (trente-trois points), soit le meilleur total de points inscrits par un joueur contre les Lions.
Les Lions sont de nouveau largement battus 38-19 dans le dernier test à Auckland,. Cela faisait 22 ans qu'on avait pas vu une tournée sans victoire en test.
Les Lions avaient prévu un test initial contre l'Argentine à Cardiff, juste avant le départ (match donnant droit à une cape officielle). Les Lions furent contraints au match nul ; 25-25.

#### 2009
En 2009, les Lions britanniques se déplacent chez les champions du monde en titre, l'Afrique du Sud, avec pour les diriger le vétéran écossais  Ian McGeechan à la tête d'un staff comprenant notamment les techniciens du pays de Galles Warren Gatland, Shaun Edwards et Rob Howley. L'équipe a pour relais sur le terrain le capitaine irlandais Paul O'Connell. La sélection initiale comporte quatorze représentants de l'Irlande, treize Gallois, huit Anglais et deux Écossais. Les Sud-Africains sont entraînés par Pieter De Villiers avec une équipe très forte menée par le talonneur ou pilier John Smit et par une deuxième ligne impressionnante : Bakkies Botha-Victor Matfield.
Cette tournée est l'une des plus perturbées de l'Histoire sur le plan des blessures  car six joueurs des Lions seront contraints d'être remplacés  durant la tournée. Sept sélectionnés avaient dû déclarer forfait avant même le départ, signe de l'exigence grandissante du rugby professionnel.
À Durban, les Lions perdent le 1er test  sur le score de 26-21 après avoir été menés par 26 à 7.  La mêlée des Sud-Africains prend le dessus grâce à la première ligne John Smit, Bismarck Du Plessis, Tendai Mtawarira. Smit marque un essai en puissance, puis le pack des Sud-Africains marque un essai sur ballon porté, mais les Lions ont failli revenir, mais deux essais sont refusés à la vidéo.
À Pretoria, les Lions dominent le deuxième test match, mais ne parviennent pas à contenir le retour des Sud-Africains dans  des vingt dernières minutes. Les Britanniques et Irlandais croient tenir le match nul après l'égalisation de Stephen Jones, mais, à la dernière minute, l'ouvreur remplaçant  Ronan O'Gara commet une faute :  un plaquage aérien sur le demi de mêlée  Fourie du Preez. Le jeune ouvreur Morné Steyn tente et réussit la pénalité de 51 mètres et donne la victoire aux Springboks (28-25)  qui remportent la tournée avant le troisième match Cette rencontre fut très engagée avec une série d'accrochages et de contacts à la limite de la légalité. Bakkies Botha le deuxième  ligne sud-africain est au sommet de son art, le troisième ligne Schaalk Burger aussi.  Ce dernier reçoit un carton jaune pour une supposée fourchette sur l'Irlandais Luke Fitzgerald. Le second est accusé d'avoir volontairement disloqué l'épaule du pilier gallois Adam Jones sur un déblayage. Les deux hommes seront suspendus après la rencontre, huit semaines pour Burger, deux pour Botha.
À Johannesbourg, les Lions sont revanchards pour le troisième test. Les Springboks présentent une équipe remaniée, avec dix changements. Les Lions ont également changé six  joueurs dont  Brian O'Driscol, forfait sur blessure.  Les Lions dominent nettement. Ils battent les Sud-Africains par 28-9 en marquant trois essais contre zéro : un doublé du Gallois  Shane Williams et le dernier sur une interception de 70 mètres de l'ailier anglais Ugo Monye. Le match est marqué par un fait insolite, une transformation de Stephen Jones contrée par les Springboks. On retient aussi un geste superbe du centre anglais Riki Flutey qui tape à suivre pour lui-même avant de faire une passe volleyée pour Shane Williams sur le deuxième essai.  Le match est marqué par une bagarre générale à la 70e minute.
Les Lions  égalent ainsi le plus grand écart de points réalisé lors d'une victoire contre les Springboks. Le carton jaune reçu par le deuxième ligne anglais Simon Shaw ne porte pas préjudice à son équipe.  C'est la première victoire des Lions depuis huit ans.
Le trois-quarts centre gallois Jamie Roberts est désigné meilleur joueur de la tournée.

### Années 2010

#### 2013
Les Lions se rendent en Australie avec un nouvel entraîneur non-britannique, le Néo-Zélandais Warren Gatland qu'ils connaissent déjà car il faisait partie du précédent staff en 2009, alors entraîneur du pays de Galles (après avoir été celui de l'Irlande). Il désigne un capitaine gallois, Sam Warburton, 24 ans, plus jeune capitaine depuis 58 ans.
La sélection initiale est composée de nombreux joueurs du pays de Galles qui vient de gagner le Tournoi. Elle est composée de la manière suivante : quinze joueurs gallois, dix joueurs irlandais, neuf joueurs anglais et trois joueurs écossais. Le talonneur Dylan Hartley, est privé de tournée pour avoir été expulsé en finale du championnat anglais pour insulte à l'arbitre. L'irlandais Brian O'Driscoll est sélectionné pour sa quatrième tournée. Le prometteur ailier gallois nommé George North, 21 ans, 1,92 m et près de 110 kg, pourrait être la révélation de cette tournée.
Les Lions s'imposent deux test à un contre les Wallabies. Ils gagnent six matchs de province sur sept, perdant leur seul match contre les Brumbies à Canberra.
Ils affrontent une équipe d'Australie qui n'est pas dans sa meilleure période. Mais elle vient de faire signer un arrière treiziste vedette, Israel Folau.
Warren Gatland choisit de privilégier une ossature galloise. Ils sont dix Gallois à débuter le troisième test.
Les Lions s'imposent à Brisbane lors du premier test sur le score de 23 à 21 malgré un doublé de Israel Folau. Mais les ailiers gallois George North et Alex Cuthbert marquent chacun un essai.
Les Wallabies prennent leur revanche lors du deuxième match à Melbourne en s'imposant 16 à 15. Un essai à zéro pour les Wallabies.
Pour le match décisif à Sydney, les Lions sont privés de Sam Warburton, blessé. C'est Alun Wyn Jones qui devient capitaine. Ils s'imposent sur le score de 41 à 16 (quatre essais à un) après une deuxième mi-temps très disputée où trois essais sont inscrits en dix minutes. Plus grand total de points marqués par les Lions sur un test match. Avant le match, Warren Gatland fait sensation en ne convoquant pas l'emblématique Brian O'Driscoll. Il préfère aligner au centre la paire galloise Jamie Roberts - Jonathan Davies. Les faits lui donnent donc raison avec cette large victoire.
C'est la première victoire des Lions dans une série de tests depuis la tournée de 1997.
Le gallois Leigh Halfpenny est désigné meilleur joueur de la tournée.

#### 2017
Retour en Nouvelle-Zélande face à des champions du monde en titre qui dominent le rugby mondial, ils n'ont perdu qu'un seul match depuis la finale 2015. Warren Gatland est à nouveau nommé sélectionneur. Sam Warburton est de nouveau désigné capitaine de ces Lions qui comptent 41 joueurs, dont seize Anglais. Warburton est capitaine deux tests sur trois car il est remplaçant pour le premier, c'est l'Irlandais Peter O'Mahony qui est capitaine. Les All Blacks font forte impression dans le sillage de leur ouvreur Beauden Barrett élu meilleur joueur du monde World Rugby en 2016.
Cette tournée se termine par un résultat nul dans la série de tests, première historique. Une victoire partout et un nul.
Les All Blacks s'imposent assez nettement lors du premier test à l'Eden Park d'Auckland (30-15). L'ailier Rieko Ioane se révèle au cours de cette rencontre en inscrivant un doublé.
Les Lions égalisent en s'imposant lors du second test, 21-24 à Christchurch en bénéficiant de l'expulsion précoce de Sonny Bill Williams. Le demi de mêlée irlandais Conor Murray marque l'essai décisif en fin de match.
Le dernier match, de nouveau à Auckland, se termine par un match nul, 15-15 même si les All Blacks marquent deux essais contre zéro. La fin du match est controversée : l'arbitre français Romain Poite siffle une pénalité bien placée pour les All Blacks, avant de se raviser en faisant appel à l'arbitrage vidéo.
Sur la tournée, les Lions présentent un bilan de cinq victoires, trois défaites et deux nuls. Dans les matchs dits "de province", les Lions sont battus par les Blues, les Highlanders et font match nul face aux Hurricanes.
C'est la première fois depuis 1971 que les Lions ne sont pas battus lors d'une tournée en Nouvelle-Zélande dans la série de tests.
Le Gallois Jonathan Davies est désigné meilleur joueur de la tournée.

### Années 2020

#### 2021
La tournée 2021 a lieu en Afrique du Sud et comporte huit matchs au total incluant les trois test-matchs. Warren Gatland est à nouveau sélectionneur, il désigne le deuxième ligne gallois Alun-Wyn Jones, 35 ans, comme capitaine. Le groupe de 37 joueurs compte huit Ecossais, onze Anglais, dix Gallois et huit Irlandais, bilan très équilibré.
En guise de préparation, les Lions disputent une rencontre face au Japon au stade de Murrayfield à Édimbourg, remportée sur le score de 28 à 10. Alun Wyn Jones se blesse d'entrée de jeu à une épaule et déclare forfait pour le reste de la tournée. Warren Gatland désigne alors le demi de mêlée irlandais Conor Murray comme capitaine.
Cette tournée est marquée par l'épidémie de Covid, ce qui oblige les matchs à se dérouler sans public y compris les tests. Les deux équipes seront constamment perturbées par l'épidémie, avec des joueurs positifs ou cas contacts. Le match entre les Lions et les Bulls est de ce fait annulé, remplacé par un deuxième match entre les Lions et les Sharks. Les trois tests sont finalement programmés dans le même stade, au Cap.
Les Springboks champions du monde n'ont plus joué depuis un an et demi, toujours à cause de la pandémie. Ils avaient prévu deux matchs de préparation face à la Géorgie, mais n'en disputent qu'un seul, en raison de plusieurs cas positifs.
Les Lions s'imposent facilement dans les matchs de province face à des équipes amputées de leurs meilleurs joueurs.
Le staff des Springboks profite du match entre les Lions et les Springboks « A » pour former une équipe très proche de l'équipe nationale, afin qu'elle dispose d'un match en plus pour se préparer. Il s'agit d'un quatrième test « officieux ». L'équipe réserve des Springboks s'impose 17-13 au Cap.
Mais à la surprise générale, Alun Wyn Jones revient dans le groupe des Lions juste avant le premier test et reprend ses galons de capitaine.
Les Lions gagnent le premier test 22-17, grâce à un essai du talonneur Luke Cowan-Dickie sur ballon porté (44e). À la mi-temps, ils étaient menés 12-3 mais leur condition physique a prévalu en fin de rencontre. Les Springboks ont marqué de leur côté par le demi de mêlée Faf De Klerk sur une action confuse. Le match est âpre, mais peu rythmé avec peu d'actions de grande envergure. Mais les arbitres refusent deux essais aux Sud-Africains pour un hors jeu de quelques centimètres (Willie Le Roux) et un en-avant de passe. Les Springboks se plaignent d'un arbitrage trop sévère, leur manager Rassie Erasmus critique vivement cet arbitrage et sera même suspendu.
Le deuxième test est tout aussi disputé, mais les Springboks prennent leur revanche 27-9 grâce à deux essais en deuxième mi-temps : le premier par Makazole Mapimpi sur un service au pied de Handré Pollard ; le second par Lukhanyo Am également à la suite d'une passe au pied de Faf de Klerk. Les Lions menaient au score à la pause 9-6 mais s'effondrent en deuxième période : zéro points marqués, une mêlée en souffrance et un trop grand nombre de pénalités concédées.
Le troisième test est encore très fermé, sans attaques spectaculaires. Les Sud-Africains l'emportent sur le fil 19-16 grâce à une dernière pénalité du vétéran Morne Steyn, 35 ans qui n'avait plus joué depuis cinq ans en équipe nationale. Les Lions marquent le premier essai par Ken Owens sur un ballon porté. Handré Pollard permet aux Springboks de rester au contact, puis ils marquent un essai sur un exploit de Cheslin Kolbe qui accélère petit côté servi par Am et Le Roux. Le match est très serré, les Lions sont dans le camp adverse, mais deux pénalités consécutives sifflées par M. Raynal, l'arbitre français, renversent le match. Morne Steyn réussit le même exploit qu'en 2009, soit douze ans auparavant.
Les Lions sont accablés de critiques sur la pauvreté de leur jeu, trop minimaliste[réf. nécessaire].

#### 2025
La tournée 2025 a lieu en Australie.

## Tournées
| Année | Équipe(s) rencontrée(s)       | Équipe victorieuse              | Capitaine(s)                                    | Entraîneur                       | Matches disputés (V, N, D) | Tests disputés (V, N, D) |
| ----- | ----------------------------- | ------------------------------- | ----------------------------------------------- | -------------------------------- | -------------------------- | ------------------------ |
| 1888  | Nouvelle-Zélande et Australie | -                               | Bob Seddon puis Andrew Stoddart                 | Alfred Shaw et Arthur Shrewsbury | 35 (27, 6, 2)              | -                        |
| 1891  | Afrique du Sud                | Lions                           | Bill Maclagan                                   | Edwin Ash                        | 20 (20, 0, 0)              | 3 (3, 0, 0)              |
| 1896  | Afrique du Sud                | Lions                           | Johnny Hammond                                  | Roger Walker                     | 21 (19, 1, 1)              | 4 (3, 0, 1)              |
| 1899  | Australie                     | Lions                           | Matthew Mullineux                               | Matthew Mullineux                | 21 (18, 0, 3)              | 4 (3, 0, 1)              |
| 1903  | Afrique du Sud                | Afrique du Sud                  | Mark Morrison                                   | Johnny Hammond                   | 22 (11, 3, 8)              | 3 (0, 2, 1)              |
| 1904  | Australie et Nouvelle-Zélande | Lions et Nouvelle-Zélande (1 V) | David Bedell-Sivright                           | Arthur O'Brien                   | 19 (16, 1, 2)              | 4 (3,0, 1)               |
| 1908  | Nouvelle-Zélande et Australie | -                               | Arthur Harding                                  | George Harnett                   | 26 (16, 1, 9)              | 3 (0, 1, 2)              |
| 1910  | Afrique du Sud                | Afrique du Sud                  | Tommy Smyth                                     | William Cail et Walter Rees      | 24 (13, 3, 8)              | 3 (1, 0, 2)              |
| 1924  | Afrique du Sud                | Afrique du Sud                  | Ronald Cove-Smith                               | Harry Packer                     | 21 (9, 3, 9)               | 4 (0, 1, 3)              |
| 1930  | Nouvelle-Zélande et Australie | -                               | Doug Prentice                                   | James Baxter                     | 28 (20, 0, 8)              | 6 (2, 0, 4)              |
| 1938  | Afrique du Sud                | Afrique du Sud                  | Sam Walker                                      | Jock Hartley                     | 24 (17, 0, 7)              | 3 (0, 0, 3)              |
| 1950  | Nouvelle-Zélande et Australie | -                               | Karl Mullen                                     | Leslie Osborne                   | 30 (23, 1, 6)              | 6 (2, 1, 3)              |
| 1955  | Afrique du Sud                | Égalité                         | Robin Thompson                                  | Jack Siggins                     | 25 (19, 1, 5)              | 4 (2, 0, 2)              |
| 1959  | Nouvelle-Zélande et Australie | -                               | Ronnie Dawson                                   | Ossie Glasgow                    | 33 (27, 0, 6)              | 6 (3, 0, 3)              |
| 1962  | Afrique du Sud                | Afrique du Sud                  | Arthur Smith                                    | Harry McKibbin                   | 25 (16, 4, 5)              | 4 (0, 1, 3)              |
| 1966  | Nouvelle-Zélande et Australie | -                               | Mike Campbell-Lamerton                          | John Robins                      | 35 (23, 3, 9)              | 6 (1, 0, 5)              |
| 1968  | Afrique du Sud                | Afrique du Sud                  | Tom Kiernan                                     | Ronnie Dawson                    | 20 (15, 1, 4)              | 4 (0, 1, 3)              |
| 1971  | Nouvelle-Zélande              | Lions                           | John Dawes                                      | Carwyn James                     | 26 (23, 1, 2)              | 4 (2, 1, 1)              |
| 1974  | Afrique du Sud                | Lions                           | Willie-John McBride                             | Syd Millar                       | 22 (21, 1, 0)              | 4 (3, 1, 0)              |
| 1977  | Nouvelle-Zélande              | Nouvelle-Zélande                | Phil Bennett                                    | John Dawes                       | 26 (21, 0, 5)              | 4 (1, 0, 3)              |
| 1980  | Afrique du Sud                | Afrique du Sud                  | Bill Beaumont                                   | Noel Murphy                      | 18 (15, 0, 3)              | 4 (1, 0, 3)              |
| 1983  | Nouvelle-Zélande              | Nouvelle-Zélande                | Ciaran Fitzgerald                               | Jim Telfer                       | 18 (12, 0, 6)              | 4 (0, 0, 4)              |
| 1989  | Australie                     | Lions                           | Finlay Calder                                   | Ian McGeechan                    | 12 (11, 0, 1)              | 3 (2, 0, 1)              |
| 1993  | Nouvelle-Zélande              | Nouvelle-Zélande                | Gavin Hastings                                  | Ian McGeechan                    | 13 (7, 0, 6)               | 3 (1, 0, 2)              |
| 1997  | Afrique du Sud                | Lions                           | Martin Johnson                                  | Ian McGeechan                    | 13 (11, 0, 2)              | 3 (2, 0, 1)              |
| 2001  | Australie                     | Australie                       | Martin Johnson                                  | Graham Henry                     | 10 (7, 0, 3)               | 3 (1, 0, 2)              |
| 2005  | Nouvelle-Zélande              | Nouvelle-Zélande                | Brian O'Driscoll, Martin Corry et Gareth Thomas | Clive Woodward                   | 11 (7, 0, 4)               | 3 (0, 0, 3)              |
| 2009  | Afrique du Sud                | Afrique du Sud                  | Paul O'Connell                                  | Ian McGeechan                    | 10 (7, 1, 2)               | 3 (1, 0, 2)              |
| 2013  | Australie                     | Lions                           | Sam Warburton                                   | Warren Gatland                   | 10 (8, 0, 2)               | 3 (2, 0, 1)              |
| 2017  | Nouvelle-Zélande              | Égalité                         | Sam Warburton et Peter O'Mahony                 | Warren Gatland                   | 10 (5, 2, 3)               | 3 (1, 1, 1)              |
| 2021  | Afrique du Sud                | Afrique du Sud                  | Alun-Wyn Jones et Conor Murray                  | Warren Gatland                   | 9 (6, 0, 3)                | 3 (1, 0, 2)              |
| 2025  | Australie                     | Lions                           | Maro Itoje                                      | Andy Farrell                     | 10 (8, 0, 2)               | 3 (2, 0, 1)              |

## Records et statistiques

### Statistiques collectives

#### Statistiques générales
Depuis 1888, les Lions britanniques ont joué 661 matchs pour un bilan de 496 victoires, 32 matchs nuls et 133 défaites.

#### Statistiques détaillées lors des test-matchs contre les équipes nationales
Mises à jour après la tournée 2025.
| Adversaire       | Matchs joués | Victoires | Défaites | Matchs nuls | Points inscrits | Points encaissés | Victoires (%) |
| ---------------- | ------------ | --------- | -------- | ----------- | --------------- | ---------------- | ------------- |
| Argentine        | 8            | 6         | 1        | 1           | 260             | 59               | 75            |
| Japon            | 1            | 1         | 0        | 0           | 28              | 10               | 100           |
| Australie        | 26           | 19        | 7        | 0           | 484             | 313              | 73            |
| Nouvelle-Zélande | 41           | 7         | 30       | 4           | 399             | 700              | 17            |
| Afrique du Sud   | 46           | 17        | 23       | 6           | 470             | 546              | 37            |
| Total            | 117          | 47        | 59       | 11          | 1 519           | 1 525            | 40            |

### Statistiques Individuelles

#### Records de points et d'essais
Le record de points inscrits en tests est détenu par l'Anglais Jonny Wilkinson avec 67 points, en six tests, entre 2001 et 2005.
Sur un test, le record est détenu par le Gallois Leigh Halfpenny avec 21 points, contre l'Australie en 2013.
Le record d'essais en tests revient à l'Irlandais Tony O'Reilly (6 entre 1955, et 1959 en dix tests). Il détient aussi le record d'essais sur toutes les rencontres avec 38 réalisations.
Sur l'ensemble des rencontres, l'Écossais Andy Irvine est, avec 281 points, le joueur le plus prolifique. Il a notamment inscrit 34 transformations et 41 pénalités pour cette équipe, en 43 matchs sur trois tournées.

##### Le cas Ian McGeechan
L'Écossais Ian McGeechan a connu deux tournées comme joueur (1974, 1977) puis cinq comme entraîneur, quatre comme entraîneur en chef (1989, 1993, 1997, 2009) et une comme entraîneur-adjoint (2005). Il a été impliqué dans sept tournées.

#### Records de capitanat
Deux joueurs ont été capitaine des Lions à six reprises en test. L'Irlandais Ronnie Dawson en 1959, sur une seule tournée ; et l'Anglais Martin Johnson en 1997 et 2001, sur deux tournées. Un autre joueur fut capitaine lors de deux tournées des Lions, le Gallois Sam Warburton (2013 et 2017). Mais il n'a commandé l'équipe que pour quatre tests, à cause d'une blessure (2013) puis d'un choix de l'entraîneur (2017).
Brian O'Driscoll désigné capitaine de la tournée 2005 se blessa dès le tout début du premier test. Il fut remplacé d'abord par l'Anglais Martin Corry pour le match puis par le Gallois Gareth Thomas pour la suite de la tournée.
Le Gallois Michael Owen fut capitaine des Lions en 2005 lors du match de préparation face à l'Argentine. Le seul test qu'il ait disputé.
L'Irlandais Peter O'Mahony fut capitaine des Lions en 2017 pour le seul test qu'il ait disputé.

#### Records d'âge et de longévité
L'Irlandais Willie-John McBride est le joueur ayant joué le plus de test-matchs avec les Lions. Il totalise 17 tests entre 1962 et 1974, c'est-à-dire cinq tournées. Si l'on ajoute les matchs de province, il a joué soixante-dix matchs pour les Lions. Mais à son époque, les Lions faisaient une tournée tous les trois ans.
L'Irlandais Mike Gibson a aussi participé à cinq tournées, entre 1966 et 1977. Mais n'a disputé que douze tests.
L'Anglais Dickie Jeeps a joué treize tests, en trois tournées : 1955, 59 et 62.
Le Gallois Alun Wyn Jones a joué douze tests (dont dix en en tant que titulaire) en quatre tournées, 2009, 2013, 2017 et 2021. Record de l'ère professionnelle. Il détient aussi le record de la carrière la plus longue, douze ans, un mois et trois semaines. Devant Owen Farrell, (12 ans et 27 jours), Brian O'Driscoll, (11 ans et 364 jours) et Willie-John McBride (11 ans et 357 jours).
Le joueur le plus jeune à avoir joué un test est Tony O'Reilly, 19 ans et 91 jours en 1955.[réf. nécessaire]
Le joueur le plus vieux à avoir joué un test est l'Anglais Neil Back, 36 ans et 160 jours en 2005.[réf. nécessaire]
Le premier remplaçant à entrer en cours de match en test fut l'Irlandais Mike Gibson en 1968.
La plus courte carrière est celle du Gallois Stuart Lane, blessé au bout de 55 secondes du premier match de la tournée 1980.
La plus courte carrière en test est celle de l'Anglais Manu Tuilagi, treize minutes jouées en 2013 (troisième test).
En 2013, l'entraîneur Warren Gatland appelle en cours de tournée le Gallois Shane Williams, 36 ans, deux ans après sa retraite internationale, alors qu'il était en Australie en tant que consultant radio. Mais il jouait dans un club japonais.

#### Statut en équipe nationale
Quelques joueurs ont été sélectionnés avec les Lions avant d'être sélectionnés avec leur équipe nationale. L'Anglais Dickie Jeeps en 1955 (quatre tests), le Gallois Delme Thomas en 1966, le Gallois Derek Quinnell en 1971 (trois tests), les Gallois Elgan Rees et Brynmore Williams (un test) en 1977, l'Anglais Nigel Melville (appelé en cours de tournée) en 1983, l'Anglais Will Greenwood en 1997.
Jeremy Guscott fut dans le même cas en 1989 quand la sélection fut annoncée, mais avant de partir en tournée en Australie, il débuta avec l'Angleterre contre la Roumanie. Idem pour un autre Anglais, Peter Dixon sélectionné pour la tournée 1971 sans être international, mais le XV de la Rose le fit débuter contre une sélection mondiale avant le départ des Lions. Les deux hommes ont joué trois et deux tests.
Quelques joueurs ont même joué pour les Lions sans avoir jamais connu de sélections en équipe nationale, ni avant ni après. C'est le cas du Gallois Alun Lewis qui participa à la tournée 1977 (appelé en cours de tournée) et joua même un test. On trouve aussi des exemples de ce genre avant la guerre, mais les équipes des Lions ne représentaient alors pas forcément l'élite des quatre équipes nationales.
L'Anglais John Bentley fut sélectionné pour l'Afrique du Sud en 1997 alors qu'il ne comptait que deux capes pour son pays, neuf ans auparavant.
Le Gallois Ray Hopkins fut sélectionné pour la tournée 1971 alors qu'il ne comptait qu'une seule cape pour son pays, en tant que remplaçant. Après la tournée, il ne retrouvera plus jamais de cape en équipe nationale. Mais il joua un test avec les Lions, également comme remplaçant. Il compte donc une sélection en test pour les Lions et une sélection pour le pays de Galles sans jamais avoir été titulaire.
L'Anglais Andrew Sheridan fut sélectionné en 2005 alors qu'il ne comptait qu'une seule sélection pour son pays, en tant que remplaçant. Il ne joua pas les tests. Mais il deviendra par la suite un international confirmé.
En 1993, l'Anglais Martin Johnson fut appelé en cours de tournée alors qu'il ne comptait qu'une seule sélection avec l'Angleterre. Il joua deux tests. Il fit ensuite une grande carrière.
En 2021 l'Anglais Marcus Smith fut appelé en cours de tournée juste après avoir vécu sa première sélection pour le XV de la Rose conte les États-Unis. Il ne joua pas les tests.

#### Liens familiaux

##### Liens filiaux
L'Irlandais Gordon Wood (tournée 1959) est le père de Keith Wood (tournées 1997 et 2001).
Le Gallois Derek Quinnell (tournées 71, 74 et 77) est le père de Scott Quinnell (tournées 1997 et 2001).
L'Irlandais Michael Kiernan (tournée 1983) est le neveu de Tom Kiernan (tournées 62, 66 et 68). Il est aussi le neveu de Mick Lane (tournée 1950).
L'Anglais Andy Farrell sélectionneur lors de la tournée 2025, est le père d'Owen Farrell (tournées 2013, 2017, 2021 et 2025).

##### Liens fraternels
Les frères écossais Gavin et Scott Hastings ont été retenus ensemble pour les tournées 1989 et 1993. Ils sont les premiers frères à avoir joué ensemble en tests (deux, en 1989).
Les frères anglais Tom et Ben Youngs ont été retenus ensemble pour la tournée 2013. Ils ont joué deux tests ensemble.
Les frères anglais Rory et Tony Underwood ont été retenus ensemble pour la tournée 1993 mais seul Rory a joué les tests.
Les frères irlandais Wallace, Richard, Paul et David Wallace ont tous trois été Lions, mais pas en même temps. L'aîné Richard participa à la tournée 1993 (appelé en cours de tournée). Le second Paul a été sélectionné pour la tournée 1997. Le troisième David aux tournées 2001 (appelé en cours) et 2009.

## Équipe féminine
En janvier 2024, il est annoncé qu'une équipe féminine des Lions britanniques et irlandais est mise en place pour réaliser une tournée inaugurale en Nouvelle-Zélande, contre les Black Ferns, à partir de septembre 2027,.